# Загадка Кальмана
«Загадка Кальмана» (венг.: Az élet muzsikája — Kálmán Imre) — двухсерийный фильм 1985 года производства СССР-Венгрия режиссёра Дьёрдя Палашти о жизни и творчестве венгерского композитора Имре Кальмана.
Фильм снят по сценарию-исследованию Юрия Нагибина через год переработанному им в повесть «Блестящая и горестная жизнь Имре Кальмана».

## Сюжет
Фильм-биография о жизни известного венгерского композитора Имре Кальмана. Его отец мечтал о том, чтобы сын стал адвокатом. Однако, Имре параллельно с юридическим факультетом в тайне от отца окончил Будапештскую консерваторию. И если его адвокатская карьера началась с провала, то на музыкальном поприще его ждал успех.

Поистине здесь есть загадка, тайна — как обнаружить на экране бессмертный образ музыки? Советско-венгерская картина, посвященная знаменитому королю оперетты Имре Кальману так и называется — «Загадка Кальмана». Почему «загадка»? Да хотя бы потому, что в самой жизни и творчестве нашего героя было немало загадочного и мало кому были известны обстоятельства его личной судьбы.

Благодаря прекрасной игре актера Петера Хусти в фильме предстал перед нами образ главного героя во всей сложности его биографий, противоречивости характера. Ведь Кальман был очень грустным человеком, и грусть свою самым удивительным образом переплавлял в веселые мелодии оперетт: это ли не загадка Кальмана? Мне кажется, режиссер Дьердь Палашти удачно справился с задачей.— журнал «Музыкальная жизнь», 1985

## В ролях
- Петер Хусти —  Имре Кальман
- Илдико Пирош — Паула
- Эникё Эсеньи — Вера
- Татьяна Плотникова — баронесса Эстергази
- Шандор Сабо — Апа
- Илона Каллаш — Аня
- Ирина Губанова — Ирмгард
- Габриэлла Лакатош — Полди
- Эржи Пастор — Первичне
- Петер Балаш — шурин
- Роберт Ратоньи — директор театра
- Владимир Ферапонтов — дирижёр
- Янош Катона — Бела, брат Кальмана
- Елизавета Ауэрбах — эпизод
- Любовь Германова — эпизод
- Любовь Германова — эпизод
- Ирина Гошева — эпизод
- Юрий Гусев — эпизод
- Марина Дюжева — эпизод
- Елена Финогеева — эпизод
- Игорь Ясулович — эпизод